# Народне християнство
Народне християнство (народне православ'я, сільська релігія, язичницько-християнський синкретизм, фольклорне
християнство) — народна версія християнського світогляду та ритуалістики; форма, в якій християнство de facto побутувало в народному середовищі.
Термін "народне християнство" з'явився в західній науці в середовищі істориків-медієвістів з початку 1970-х рр. Із кінця 1970-х — поч. 1980-х рр. в радянській етнологічній та фольклористичній науці вживалося словосполучення «народне православ'я», яке поступово витіснило термін «двовір'я».

Останній представляв релігійну ситуацію в народному середовищі як механічне поєднання язичницького субстрату (див. Язичництво) і нашарованого на нього православ'я; натомість термін «народне християнство» представляє
народну релігію та релігійність як цілісне синкретичне явище, яке, за словами Є.Анічкова, утворилося внаслідок релігійної творчості. При цьому окремі елементи синкретизму потрапили на Русь із Візантії.

## Історія
Утвердження Х.н. в Україні має свою історію, яка бере початки від хрещення Русі 987—989. Завдяки писемній традиції
вимальовується досить конкретна картина християнізації «верхів»; у той самий час щодо навернення у християнство «низів»
існують лише поодинокі факти (як, напр., масове охрещення киян у Дніпрі, зафіксоване «Повістю временних літ»). Основні джерела для дослідження процесів християнізації в середовищі селян, які складали переважну більшість населення:
- традиційна культура, що донедавна досить добре зберегла риси релігійного синкретизму;
- дані археології, яка, зокрема, фіксує синкретизм поховальної традиції принаймні до 13 ст. (курганний обряд поховання);
- мистецтво (ювелірні прикраси, ікони тощо), давньоукраїнська література, лубочна і т. зв. православна література низького штибу тощо.

Християнізація «низів» відбувалася як «згори» (через прищеплення нових знань і введення в обіг нових обрядів Церквою і
священиками), так і «знизу» — шляхом поширення усної апокрифічної традиції переважно мандрівними ченцями, прочанами і торгівцями. Судячи з численних зразків українського фольклору (легенди, перекази, колядки), значний вплив у певних регіонах мали дуалістичні вірування, очевидно богомильського походження (див. Богомильство). І хоч автор
«Повісті временних літ» вкладає у вуста волхвів, які діяли в Північній Русі в 2-й пол. 11 ст., світоглядні погляди богомилів, проте поширення подібних ідей в Україні-Русі пов'язується, швидше всього, з другим південнослов'янським
впливом (15 ст.).

Паралельно в землеробському середовищі відбувалася активна релігійна творчість: переосмислення християнської концепції відповідно до культурного досвіду донедавна язичницького населення, адаптація християнства як міської за походженням релігії до потреб землеробства, інкорпорація в його ритуальну практику народних календарних обрядів, обростання
магічними практиками. Про це можна частково судити з окремих висловів І.Вишенського.

У 2-й пол. 17 ст. Х.н. значно збагатилося завдяки ще одному явищу: мандрівним дякам, які, пройшовши в братських школах
уроки віршування, стали творцями вертепних драм та колядок і, як результат, справили вирішальний вплив на формування народної версії Різдва. Їм також належить творення окремого сюжетного
блоку українського фольклору — пародійних оповідань та пісень про святих.

Тривалий час — принаймні до Ф.Прокоповича, який оголосив війну забобонам, Х.н. майже безперешкодно розвивалося саме по собі, паралельно до офіційного християнства, лише час від часу отримуючи
критичні відгуки в богословській літературі. 18 ст. — переломний період в історії Х.н., коли було здійснено рішучий наступ на марновір'я, спробу очищення християнства від забобонів, відбулися численні судові процеси над відьмами і ворожбитами; документи цих судів складають на сьогодні ще одне джерело дослідження Х.н. Однак, як свідчать
етнографічні дані 19 і поч. 20 ст., вже неможливо було переламати традиціоналізм та інертність народної традиції, тим більше, що учасниками процесу і носіями Х.н. виявилися самі сільські священики.

Таким чином, Х.н. можна трактувати як християнсько-язичницький простонародний світоглядно-ритуалістичний «суржик».
На відміну від офіційного християнства воно не має всезагальних універсальних догм, натомість має фольклорний характер побутування і трансмісії. При цьому окремі народно-християнські культи та вірування існували не повсюдно, а локально, творячи народнохристиянську міфологію ландшафту (вшанування джерел, каміння, дерев'яних і кам'яних хрестів, дерев, печер тощо). Народна обрядовість — як сімейна, так і календарна — була синкретичною;
християнським святим надавалися землеробсько-побутові й цілительські функції, і в такий спосіб вони патронували певні сфери господарської та побутової діяльності людей, творячи т. зв. народно-християнський політеїзм. Народні легенди, перекази, колядки на тему світобудови і творення світу мають яскраво виражений апокрифічний, а деякі — дуалістичний характер.

Потойбічний світ у традиційному світогляді уявлявся як паралельний світ ненароджених і померлих, де життя продовжується після смерті; разом з тим, його населяють ангели і святі, там можна зустрітися з Богородицею, Ісусом Христом. Цими віруваннями зумовлена кладовищна звичаєвість і донині. Проявом Х.н. від давніх часів і донині є свідчення про «чуда», об'явлення ікон, з'яви постаті (тіні) Божої Матері та ін.

До явищ Х.н. дослідники зараховують також субкультуру «людей божих» (жебраків, прохачів, калік-перехожих, юродивих, кликуш, співців псалмів і навіть мандрівних кобзарів та лірників), «супутникові» структури, що утворювалися навколо церков, монастирів, шпиталів, богаділень.

З погляду антропології релігії частина західних і пострадянських дослідників зараховують до Х.н. історичні і сучасні неканонічні християнські течії, секти, новітні релігійні громади, єресі та інші види релігійної діяльності.